# Cape Henlopen State Park

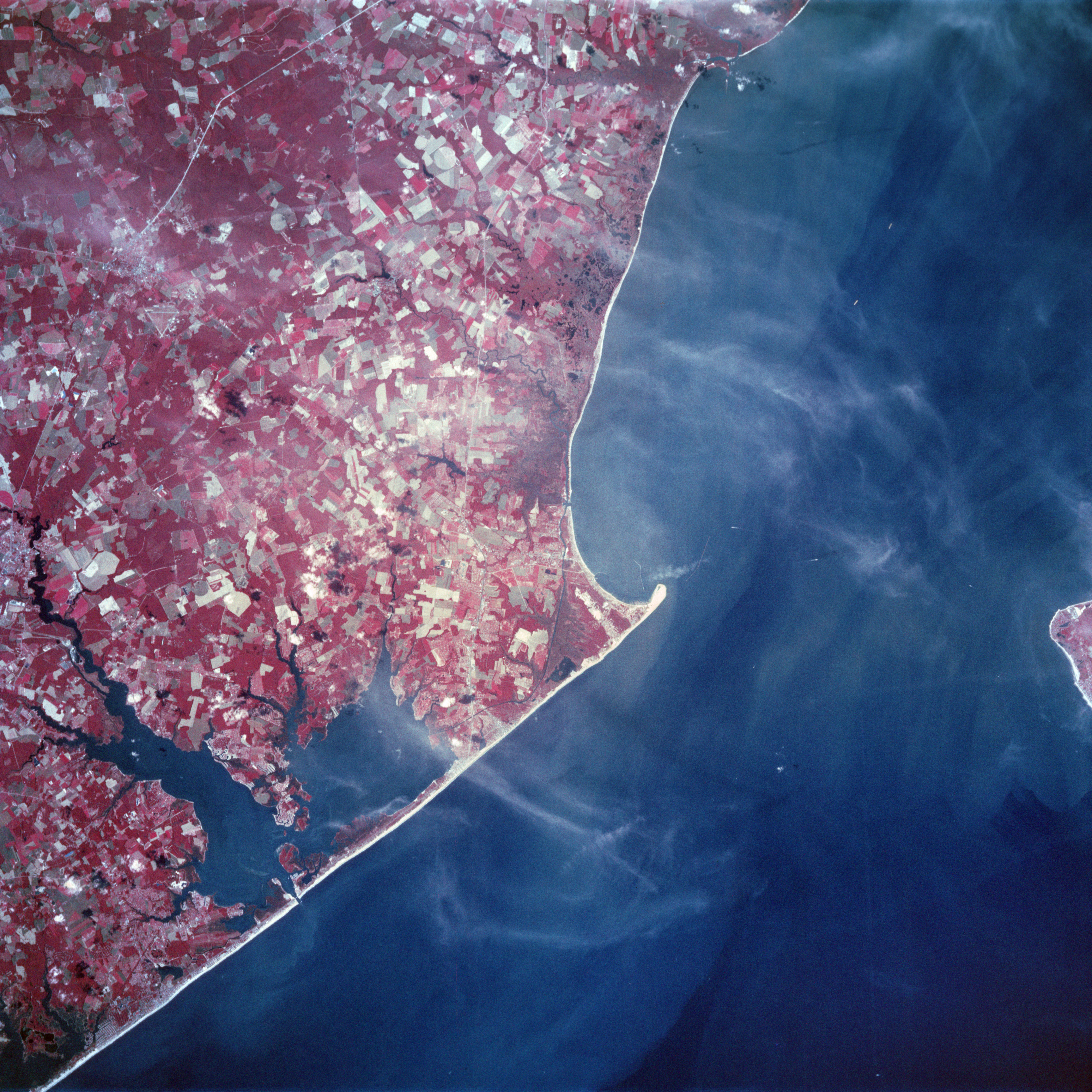
Cape Henlopen im Oktober 1994

Der Cape Henlopen State Park ist ein State Park in Sussex County, Delaware, an der Atlantikküste der USA. Namensgebend war das Cape Henlopen, die südlichste Spitze der Delaware-Bucht. Der 2102 Hektar große Park wurde 1682 von William Penn als erstes sogenanntes public land der späteren USA eingerichtet.
Auf dem Kap befindet sich Fort Miles, ein Militärfort aus dem Zweiten Weltkrieg. Das Fort schützte den Eingang zur Delaware Bay. Das Kap bildet den Anfang des American Discovery Trails.